# Pavel Nedvěd
Pavel Nedvěd pronunciat  [ˈpavɛl ˈnɛdvjɛt] (?·pàg.) (Cheb, 30 d'agost, 1972) és un exfutbolista txec que jugava com a centrecampista.

## Trajectòria
Nedvěd va jugar a diversos clubs txecs, entre ells el Dukla Praga (1991-92) i l'Sparta Praga (1992-96), abans de traslladar-se a Itàlia, a les files del SS Lazio. Amb el club romà guanyà com a títols més destacats una lliga, dues copes i la darrera edició de la Recopa d'Europa, derrotant a la final el Reial Mallorca, essent ell l'autor del darrer gol de la història d'aquesta competició. L'any 2001 fitxà per la Juventus per 41 milions d'euros. Al club piemontès esdevingué un líder i va guanyar quatre lligues, dues de les quals foren retirades per l'escàndol de la manipulació de partits. El 2003 guanyà la Pilota d'or europea.
Amb la selecció txeca participà a tres Eurocopes (1996, 2000, 2004) i un Mundial el 2006. A l'Eurocopa 1996 assolí la segona posició. En total marcà 18 gols en 73 partits.
Fou inclòs per Pelé a la llista dels 125 millors futbolistes vius el març del 2004.

## Palmarès

### Club
- Sparta Praga
  - Lliga txecoslovaca de futbol: 1 (1992-93)
  - Lliga txeca de futbol: 2 (1993-94, 1994-95)
  - Copa txeca de futbol: 1 (1996)
- SS Lazio
  - Lliga italiana de futbol: 1 (1999-00)
  - Copa italiana de futbol: 2 (1997-98, 1999-00)
  - Supercopa italiana de futbol: 2 (1998, 2000)
  - Recopa d'Europa de futbol: 1 (1998-99)
  - Supercopa d'Europa de futbol: 1 (1999)
- Juventus FC
  - Lliga italiana de futbol: 4 (2001-02, 2002-03, 2004-05¹, 2005-06¹)
  - Supercopa italiana de futbol: 2 (2002, 2003)
  - Serie B: 1 (2006-07)

¹ La Juventus FC va perdre dos dels quatre títols als despatxos per l'escàndol de la manipulació de partits el 2006

### Selecció
- Eurocopa 1996 Medalla d'argent

### Individual
- Futbolista de l'any a Itàlia: 2003
- Pilota d'or: 2003
- Futbolista txec de l'any: 1998, 2000, 2001, 2003, 2004
- Jugador de l'any de World Soccer: 2003